# Koninklijke Automobiel Club van België
De Koninklijke Automobiel Club van België, beter bekend onder de Franse benaming Royal Automobile Club de Belgique (RACB) is een Belgische autovereniging, opgericht in 1896. Ze fungeert als belangenorganisatie van automobilisten én als nationale autosportfederatie, maar exploiteert ook rijscholen en andere commerciële activiteiten. 
De RABC is het Belgische lid van de Fédération Internationale de l'Automobile (FIA).
Wie in België wil autoracen, heeft een vergunning nodig van de RACB. Deze wordt afgeleverd na het slagen in een theoretisch examen en in een praktische test op een circuit.

## Structuur
De RACB is een vzw die verbonden is met tal van vennootschappen en verenigingen:
- RACB Business & Events nv
- RACB Liège nv
- Royal Automobile Club of Belgium Karting Spa-Francorchamp nv
- Vias Institute cv
- Freesponsible vzw, opgericht met FEBIAC[1]

## Kampioenschappen
Op sportief vlak organiseert het RACB de volgende kampioenschappen:
- Belcar Endurance Championship
- Belgisch kampioenschap rally
- Belgisch kampioenschap rallycross
- Belgisch kampioenschap hill climb
- Belgisch kampioenschap karting

## Voorzitters
- François van der Straten Ponthoz (1896-1902)
- Arthur de Hemricourt de Grunne (1902-1911)
- Robert d'Ursel (1911-1955)
- Amaury de Merode (1955-19??)
- Pierre Ugeux (19??-19??)
- Gérard de Liedekerke (1979-1994) / John Dils (1991-1999)
- Philippe Roberti de Winghe (1997-2001) / Charles de Fierlant (1999-2001)
- John Goossens (2001-2002)
- François Cornelis (2002–)

## Voetnoten
1. ↑  Vias zet subsidies in voor commerciële activiteiten, De Standaard, 8 oktober 2022. Gearchiveerd op 25 oktober 2022.